# Фонтан для Зузаны
Фонтан для Зузаны (по-словацки Fontána pre Zuzanu, по-английски The Fountain for Zuzana) — словацкий музыкальный фильм, снятый в 1985 году режиссёром Душаном Рапошем по роману Элеоноры Гашпаровой. Продолжительность — 81 минута.
Сценарист — Карол Главка, оператор — Владимир Ешина, производство — Словацкое кинообъединение «Братислава».
Музыку к фильму написал Вашо Патейдл. Песни в фильме исполнили Ольга Заблацка, Йожо Раж, Робо Григоров и Сильвия Сливова. Робо Григоров также снялся в одной из ролей второго плана.
Фонтан из фильма находится на улице Купецкого в Братиславе.
Фильм «Фонтан для Зузаны» лёг в основу сюжета одноименного мюзикла, премьера которого состоялась в октябре 2008 года.
- Художник-постановщик: Милош Калина
- Художник по костюмам: Людмила Варошова
- Режиссёр монтажа: Максимилиан Ремень
- Директор картины: Вильям Чанки
- Натурные съёмки: Угерске-Градиште, Братислава, Грушов
- Премьера: 20 марта 1986 года